# 裕成辦館毒麵包案
裕成辦館毒麵包案，又名亞霖案，是英屬香港開埠初期的一宗食物污染和中毒醜聞。1857年1月15日，時值第二次鴉片戰爭，數百名居港洋人砷中毒，但無即時生命危險。當局在華商裕成辦館的麵包發現含有砷，東主張霈霖未幾被控策劃中毒案，後經陪審團裁定無罪。不過，張氏仍被民事索償賠償，以及被遞解出境。此案責任誰屬，背後動機究竟是清廷用心策劃的恐怖襲擊、破壞港商、戰爭罪行，還是純屬意外，至今尚無定論。
是次案件在英國成為政治籌碼，為首相巴麥尊勳爵在1857年大選期間爭取支持。至於在香港，本案令殖民者驚惶不安，擔心殖民統治搖搖欲墜，亦同時加劇華洋猜忌及洋人內訌。毒麵包案的程度和潛在後果是大英帝國前所未見，殖民官員認為一旦在港洋人一夜間全數暴斃，後果堪虞。

## 背景
1841年，第一次鴉片戰爭期間，英軍隊長義律在穿鼻會議上要求清朝割讓香港予大英帝國。香港早期的殖民官員高度期望香港能作為英國影響全中國的門戶，讓英國的治政與中國的「機智兼進步神速的工匠」得以結合，亦有助將苦力運送至西印度。不過，隨著香港的華人人口急劇膨脹，加上華南海盜問題，以及清廷持續敵視英廷，皆令港英政府發現治港越來越難。1856年，獲英揆巴麥尊勳爵支持的港督寶寧，要求清政府就扣留港英華人擁有的亞羅號作出賠償，但被拒絕，遂掀起第二次鴉片戰爭。
戰爭在1856年下旬開打後，清廷的兩廣總督葉名琛在港發表一系列文告，下令華人應放棄為“洋狗”打工，又獎勵殺死英法蠻夷的市民，被視為組織恐怖活動。至於在清朝新安縣，有人組成「沙井練勇」，反抗英人。與此同時，居港洋人擔心太平天國帶來的中國社會動盪，會令香港境內華人犯罪率上升。華洋關係非常緊張之際，香港政府在1856年12月和1857年1月制定緊急法律，向全體華人頒佈宵禁令，賦予警方大量權力去拘捕和驅逐華人罪犯出境，並且可以在夜晚使用致命武力。眼見生活空間不斷收窄，警方暴力日趨嚴重，富裕華人對政府的不滿聲音日復增加，華洋猜忌達致頂峰。

## 經過

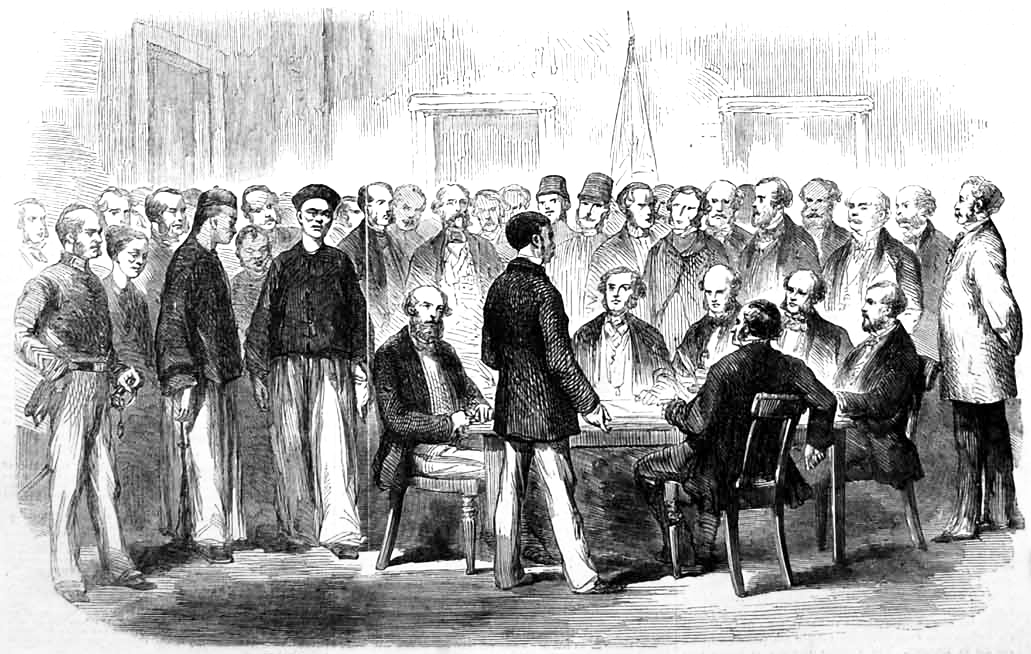
1857年1月21日，中央警署差役正調查案件。席上差役正為一名被捕華人錄口供，華洋人等在旁觀視

1857年1月15日，大量居港的歐洲人如常食用由裕成承包的早餐後，突然感到噁心、腹痛、頭暈、嘔吐，受影響的人數估計介乎300至500人。經化驗後，發現裕成辦館所提供的麵包含有大量砒霜，含毒量之高令人即時嘔吐，且足以致命。雖然毒麵包當時未造成命案，但有三人在同年因砒霜的長期影響而逝世，包括港督夫人。總醫官歐廖士·夏蘭領導的香港醫生團隊在維城廣傳訊息，提醒市民麵包有毒，在嘔吐後吃生雞蛋。
辦館東主張霈霖當日早上正巧與家眷在往澳門的輪船上，隨即被懷疑是下毒兇手。張氏之後在澳門水域的船上被扣留，翌日被帶返香港；最終有52名華人因與案件有聯繫而被扣留。包括律政司晏士地在內的大多洋人要求把張氏送上軍事法庭，甚至行私刑，不過總督寶寧堅持要由陪審團審理。
1月19日，警方告知當中10人會被送上最高法院接受審訊，兩日後警方進行初步調查。至於其他被捕者則被帶至“交叉路口差館”的一個細小拘留室，該拘留室後又別稱「香港黑洞」，該別稱取名自加爾各答黑洞。部分拘留者數日後被驅逐出境，惟其餘人等繼續被拘留近三星期。

### 最高法院開審

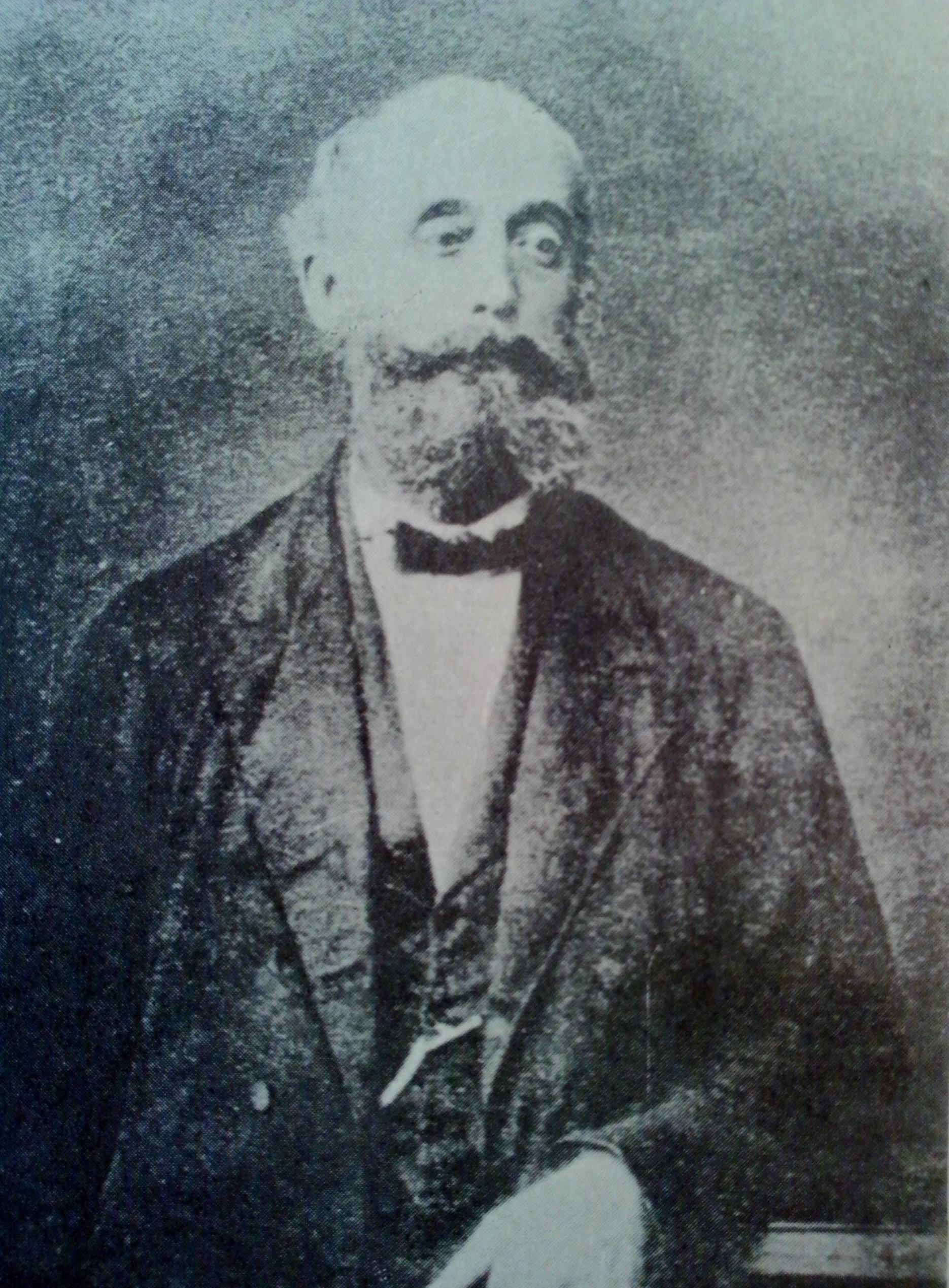
律政司晏士地認為，无论張氏是否對事件知情，都應該被处以绞刑

2月2日，本案在最高法院開審。由於英國刑法從未有毒害整個社群的先例，因此當局難以選擇合適的控罪，最終張氏及另外九名被告被控以「施用毒藥並意圖殺人及謀殺殖民地醫官丹士達」，當局亦揀選一位受害者代表控方。另外晏士地為控方代表律師，必列者士和尊·地為辯方代表律師。審訊由同為中毒案受害者的正臬司曉吾主持。
審訊較聚焦張氏的人格而非中毒案，辯方強調張氏在華人社會中位高且富裕，無甚理由去參與此等非其本行的毒害計謀，認為被告是遭營商競爭對手所陷害。控方聲稱張氏財政窘迫，為錢而決定出賣自己，擔任清朝間諜去摧毀香港。
辯方又指出張氏的兒女都有中毒症狀；律政司晏士地則反駁症狀只不過是暈船浪所致，並堅持即使張氏對事件不知情，「寧枉殺無辜，也勝於承認英國人的智慧和行動無法找出真兇」。曉吾批評「枉殺無辜無助於伸張正義」；而張氏本人則表明，若被裁定有罪的話，他希望當局按照華人傳統和連坐法，將他和整個家族斬首。2月6日，陪審團認為證據不足，以五比一大多數裁定罪名不成立，並不接納控方陳詞。

### 張氏遞解出境
最高法院的裁決引起社會轟動，洋人極度不滿張霈霖。總督會同行政局在最高法院審訊期間決定，無論裁決結果如何，張氏都應被無限期拘留。張氏獲判無罪後不久，警方藉緊急法律和「可疑人物」為由，將其拘捕。《華友西報》編輯威廉·德倫提出民事訴訟，要求張霈霖作出損害賠償，最終獲賠1,010元。另外在當局能夠處決張氏前，署任輔政司必列者士就已經答應華人社區提出的請願，讓張氏完全處理身後事後，會讓他和平離開香港。張霈霖最終獲釋，在8月1日離開香港，放棄自己的生意。另外亦有一說法，是指全港英人不滿張氏無罪釋放，港府因而將其遞解出境。
德倫不滿張氏成功離開香港，遂遷怒於必列者士，不斷在報章以必列者士營私舞弊為由大肆攻擊。其後必列者士以刑事誹謗罪控告德倫，成為香港開埠後首宗報業誹謗官司。結果法官認為他「措詞激烈，涉及私德，損害必列者士名譽，誹謗現任官吏。......此事非關過失，實為故意」，判他誹謗罪名成立，罰款100英鎊。

## 分析

### 責任誰屬

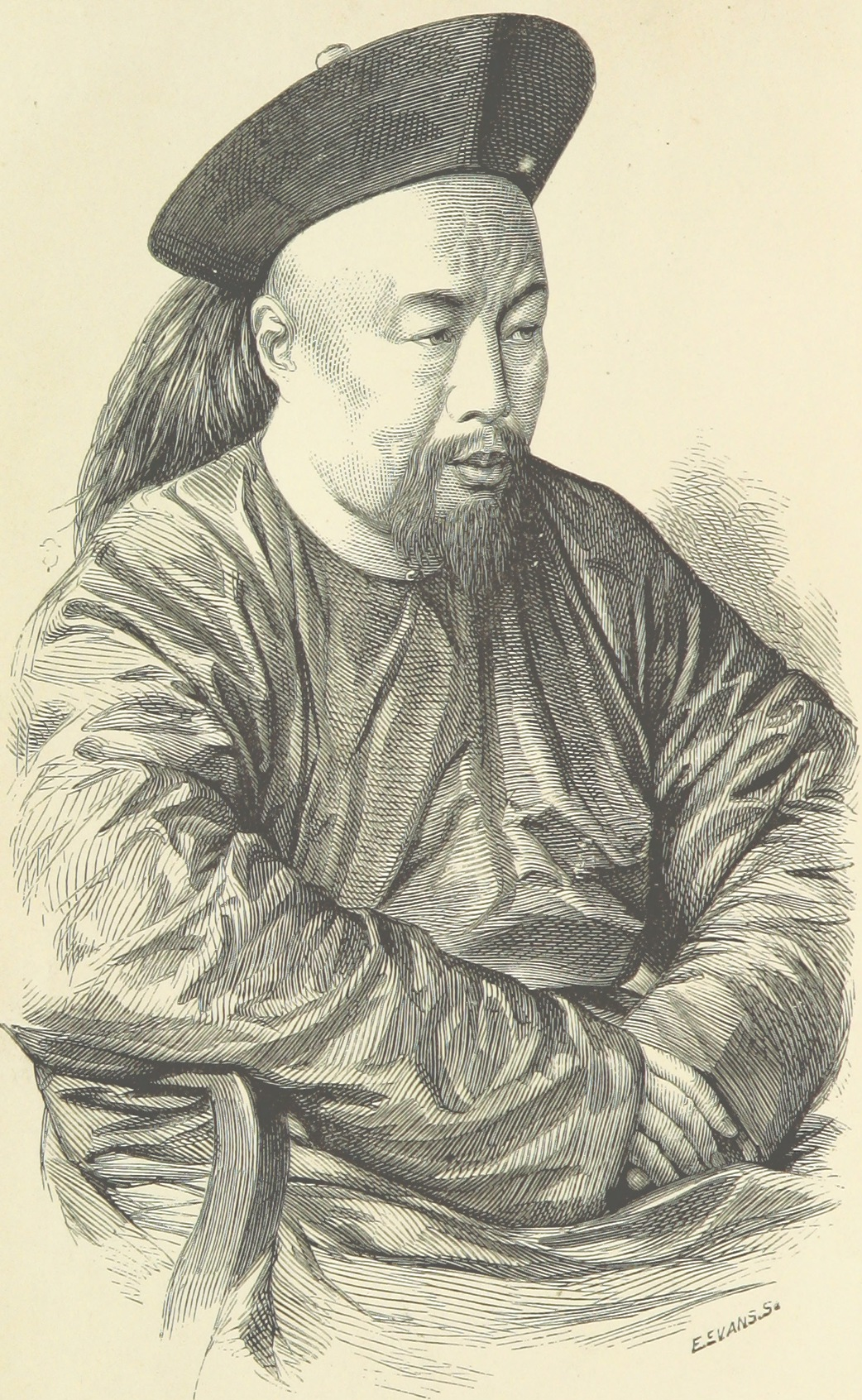
倫敦報章指控清朝兩廣總督葉名琛在背後策劃毒麵包案

現代學者就中毒案責任誰屬至今未有共識，歷史學家顏德固力陳是清朝官員的指示下投毒，而珍·莫里斯則形容張氏是出於愛國主義而發動孤狼襲擊。有文獻寫道，兩名辦館工頭在麵包投毒後，馬上逃離香港，而張氏並不涉案。至於張氏家族在大清朝廷命令下所撰寫的《誥授通奉大夫沃生張公傳》，則強調毒麵包案完全是一場意外，是因為準備麵包時候的疏忽所致，絕非意圖投毒：
時工役眾多，日無暇晷，有某役因不慎誤投雜物於麵粉，西人售食悉皆暈眩顛倒。 時咸豐丙辰秋，英法入寇粵城，朝廷有事兵戎，英人因疑公受命以謀已者，遂執公欲置諸法，公卒能感以誠信，立解訟籐。
盧氏和麥諾連在2015年發表的調查文章，將合理的推論分為三大類：張氏或其一位員工受清朝官員指示而投毒、張氏商業對手投毒來陷害張氏、中毒案純粹意外。他們表示，當時的化學分析並不支持意外論，而張氏家族記錄提及「某日，一名工人不小心將一些『奇怪東西』掉落麵粉」，不過當時只有在麵包發現大量砷，而麵粉、酵母、糕點、以至桌上的刮屑均未有發現。若果化驗結果是正確的話，這意味麵包要在被投毒後的短時間內烤焗。除此以外，二人力陳毒麵包案似乎是精心策劃，首先中毒的只有西式麵包，而華人一般不會進食，有可能是針對特定群體；而且，砒霜能在中國大自然中找到，加上能迅速發揮效用，是下毒的最佳選擇。
1857年6月，《香港政府憲報》公開由「沙井練勇」領袖陳桂籍胞弟陳芝廷寫給兄長的一封被截獲信函，通知香港的中毒案。但由於該信件引用的是二手報告，因此他們不太可能直接投毒。

### 中毒情況
總醫官歐廖士·夏蘭初步化驗麵包等辦館的物件後，將結果記錄下來：

（關於中毒的）首個警告後不久，我嘗試匆忙查明麵包內有甚麼。之後白福醫生也過來，而我和他都確信是砒霜。翌日在輔政司的要求下，我們更仔細分析每一塊麵包，結果全部都有砷的存在。……我們發現，每一磅的麵包有近一打蘭的砷，普遍是砒霜，而一打蘭等於六十英厘。……16號下午，有一名警員給了我兩個罐，一罐是14號晚上用的酵母，另一罐是製造酵母的材料，以及一些麵粉、辦館的糕點、從碟上刮下來的麵糰、和錫模內的糕點。我在那些物件中沒有發現砷或其他金屬類毒藥的蹤跡。
部分有毒麵包被密封後送往歐洲，由化學學家福德烈·雅寶、尤斯图斯·冯·李比希和蘇格蘭外科醫生尊·伊和·梅利作詳細檢驗。梅利經化學分析後發現每磅麵包有62.3英厘亞砷酸（即含毒量8.9‰），他對如此大量的砒霜只造成數人死亡感到有趣；李比希則發現每磅有64英厘（即含毒量9.1‰），他猜測由於受害者在消化砒霜之前已經將其吐出，所以未有大量人被毒死。
直至現在當時的麵包為何含有大量砒霜仍有爭論，其中一個說法是因為裕成辦館購買的麵粉在輪船運送的時候，被同倉的一批砒石所污染。

## 後續及迴響

### 英國國內

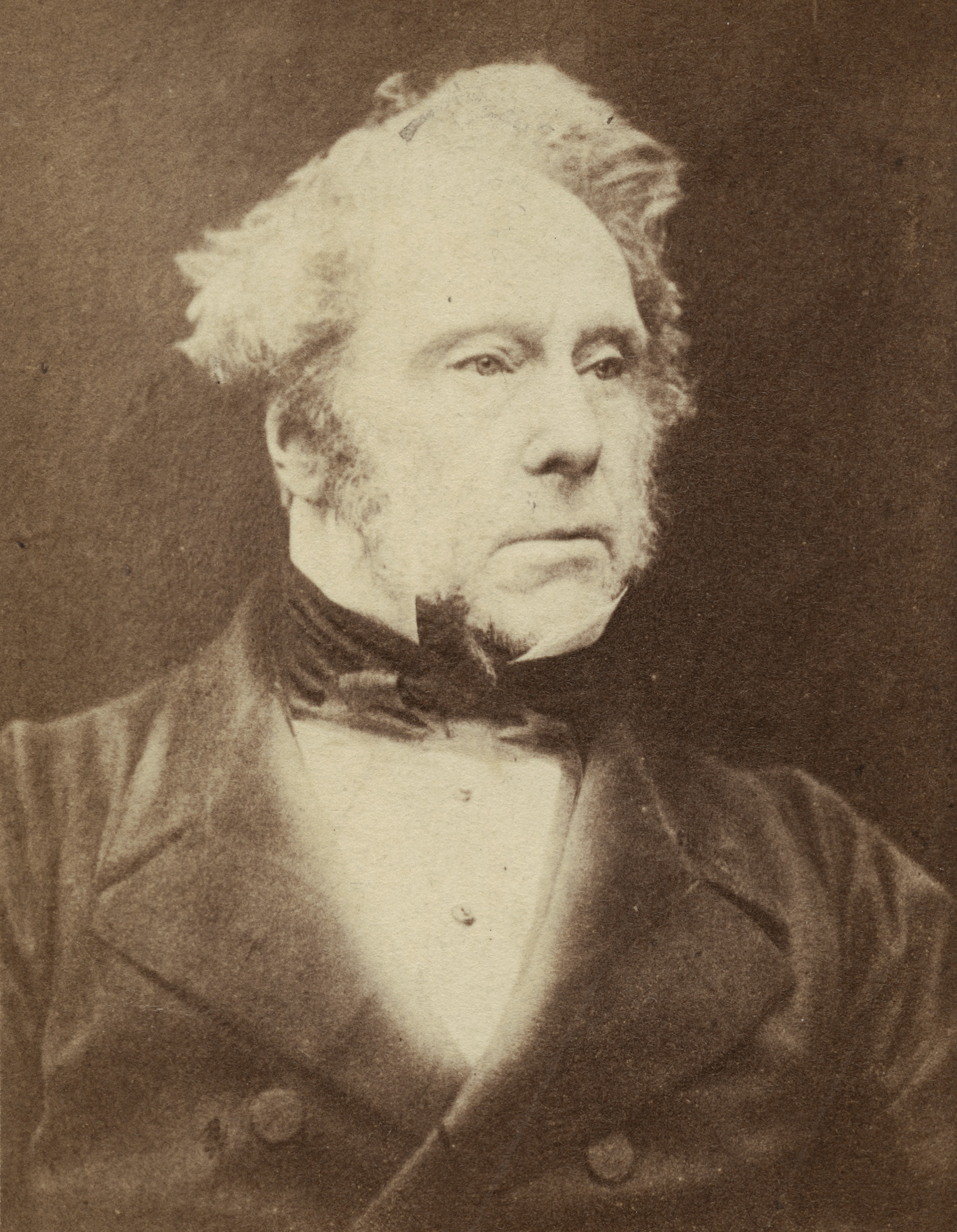
1857年的巴麥尊勳爵

英國首相巴麥尊勳爵支持發動第二次鴉片戰爭後，國會通過譴責動議、提前舉行大選，而裕成辦館一案消息傳回英國時正值1857年大選。為激發選民對巴麥尊和戰爭的支持，倫敦《晨報》大肆抨擊中毒案，誇張地形容事件是「中國禽獸所做的醜陋惡毒之事、前所未見的背叛。......因所作之事極其敗壞......而未能得逞。」報導又狠批行兇者是「有害動物，披著人皮的野獸（和惡魔），完全沒可取之價值」。同樣支持巴麥尊的《環球報》刊出一封偽造信件，當中張氏承認他「欣然接受總督（葉名琛）的命令」而投毒。至於張氏脫罪的消息要到4月11日才傳到倫敦，但此時巴麥尊已經勝選。
5月22日，身在倫敦的德國作家弗里德里希·恩格斯在《紐約先驅論壇報》撰文，形容華人精心策劃，在批發點的洋人麵包中投毒，「簡而言之，如其像有禮的英媒般去道德判定華人所作的可怕殘暴之事，我們最好認定這是一場為了家園的戰爭，一場為了維繫中華民族的全民戰爭，包括所有傲慢的偏見、愚蠢、無知、和迂腐的野蠻行為」。
亦有英格蘭人否認香港發生過中毒案，下議院議員湯瑪斯·佩朗律·湯臣指控事件是虛假宣傳的一部分、純屬捏造，斥責當局試圖以此合理化第二次鴉片戰爭。大部分人質疑事件的真確性是源於張霈霖的姓名，因為十九世紀的英國麵包師通常會將明礬混入麵糰中令其變白，恰巧礬與張霈霖的英文均為，因而成為笑柄。盧氏和麥諾連表示「一個叫做『張亞霖』的麵包師本來已經搞笑，但一個叫做『張亞霖』的麵包師被控在自己的麵糰中投毒就搞笑得有點假」，殖民地部的一名官員在有關張氏的報告中亦寫道「想必是個假名」。

### 香港境內

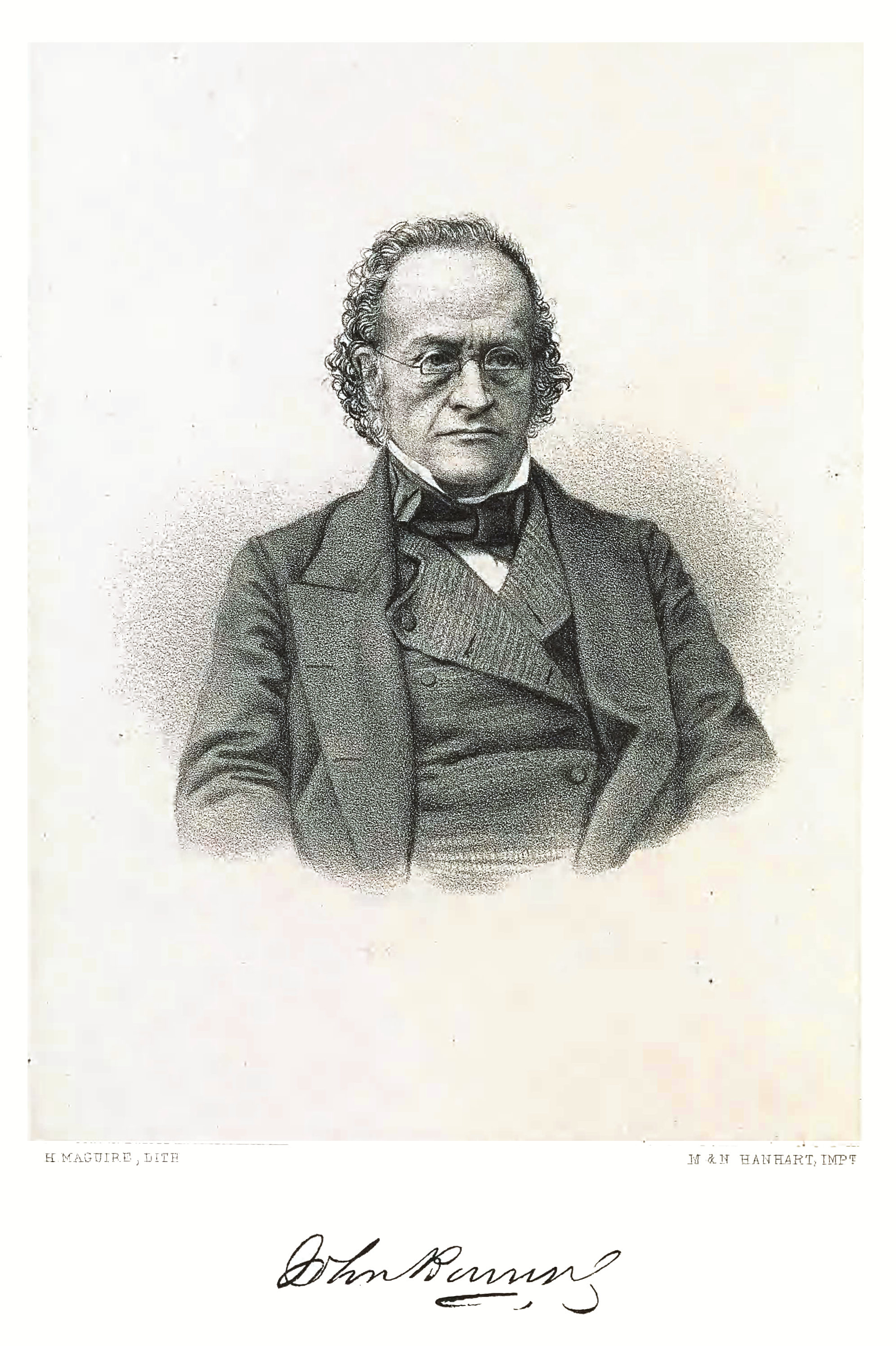
香港總督寶寧

毒麵包案的程度和潛在後果都是大英帝國史上前所未見，殖民官員認為一旦惡計得逞的話，在港的洋人有機會在一夜間全數暴斃，後果堪虞。
莫里斯形容事件「戲劇性實現了黃禍」，加劇香港華人與洋人之間的緊張關係。事後社會人心惶惶，港英政府大規模搜捕並遞解華人出境。警方亦招攬多100名警員，一艘商船亦用作在香港海域巡邏。港督寶寧奏請英廷派出五千名士兵駐紮香港，又公告華人繼續宵禁，而且中國船隻不得進入香港300碼（270）海域，有需要時更可動武。陳芝廷在寫給兄長的信中記錄下了香港事後的情況：
……英夷現在十分迷惘，他們每日發一公告，兩日就公佈三套規例。晚上出門的人都出得快回得快；八點鐘後不得外出……
裕成辦館最終關門大吉，洋人轉到灣仔西南的英商佐治·都爹利買麵包，歷史學家黎祖·嘉文倫形容他是「殖民地其中一個最狡猾的騙子」。但就在同年3月6日，都爹利餅家的貨倉遭到縱火，可見華洋依舊敵視。同月，有傳有人打算以2,000元收買都爹利餅家的一名員工，在餅乾麵糰中混入安眠藥，但傳聞的真確性無從稽考。接踵而來的還有牽涉必列者士、晏士地、德倫和其他港英高官的一系列醜聞，同樣關乎華洋種族關係，史稱高和爾事件。
張霈霖離開香港後去到澳門和越南生活，收入不菲，之後更成為道銜、兼辦招商局務，在1900年逝世，終年70歲。至於有毒麵包因含有大量砒霜而得以防腐，部分被收藏在最高法院首席按察司辦公室的一個儲物櫃內，直至1930年代。

## 備註
1. ↑  「裕成辦館」常被誤譯為「裕盛辦館」[2]，又名「裕昇店」[3]，除譯作外，亦名、或。
2. 1 2  張霈霖的英文名有不同寫法：張姓可寫作或，其別名「亞霖」可寫作、或。
3. 1 2  張霈霖又稱「張亞霖」、「張阿霖」[4]。
4. ↑  十名被告為：張霈霖[c]、張亞超（Cheong Achew）、張亞協（Cheong Aheep）、張亞錯（Cheong Achok）、張亞滿（Cheong Amun）、林亞蘇（Lum Asow）、譚亞連（Tam Aleen）、方晏義（Fong Angee）、方亞速（Fong Achut）、張偉江（Cheong Wye Kong）[23]。除張霈霖外，其餘被告的姓名均為音譯。
5. ↑  原文為，可能是一號差館（波斯富街和禮頓道交界）、五號差館（皇后大道中與威靈頓街交界）、或九號差館（堅道附近）。
6. 1 2  港英早期社會有不同貨幣流通，包括英鎊、墨西哥和西班牙銀圓[34]。
7. ↑  一打蘭相等於1⁄8金衡制盎司（3.9克），一英厘等於1⁄7000磅（0.065克），此代表麵包的含毒量為8.9‰。
8. ↑  《南華早報》誤作（即「領事」）[27]。

## 引用
1. 1 2 3 4  Lowe & McLaughlin 2015，第191頁
2. ↑  湯 2018，第121、123頁
3. ↑  鄭 2000
4. ↑  湯 2018，第123頁
5. ↑  Carroll 2007，第12頁
6. ↑  Munn 2009，第39, 38頁
7. ↑  Carroll 2007，第19頁
8. ↑  Munn 2009，第57頁
9. ↑  Carroll 2007，第21頁
10. ↑  Carroll 2007，第48頁
11. ↑  Tsai 2015，第12–3頁
12. 1 2  Tsai 2015，第13頁
13. ↑  Lowe & McLaughlin 2015，第192頁
14. ↑  Munn 2009，第278頁
15. ↑  Lowe & McLaughlin 2015，第193–4頁
16. 1 2 3  Lowe & McLaughlin 2015，第190頁
17. 1 2 3 4  Lowe & McLaughlin 2015，第197頁
18. ↑  Pope-Hennessy 1969，第57頁
19. 1 2  Lowe & McLaughlin 2015，第196頁
20. 1 2 3 4  Carroll 2007，第26頁
21. 1 2  Lowe & McLaughlin 2015，第190–191頁
22. ↑  Lowe & McLaughlin 2015，第200頁
23. ↑  Murray 1858，第13頁
24. ↑  Pope-Hennessy 1969，第58頁
25. 1 2  Lowe & McLaughlin 2015，第198頁
26. ↑  Norton-Kyshe 1898，第416頁
27. 1 2 3 4  Schoonakker 2007
28. ↑  Lowe & McLaughlin 2015，第199–200頁
29. ↑  Bowman 2016，第307頁
30. ↑  Ingham 2007，第64頁
31. ↑  Bowman 2016，第307–8頁
32. 1 2  Munn 2009，第283頁
33. ↑  Cho 2017，第282頁
34. ↑  Munn 2009，第xiv頁
35. ↑  Gott 2011，第427頁
36. ↑  Carroll 2007，第26–27頁
37. 1 2  Cameron 1991，第83頁
38. ↑  湯 2018，第121-2頁
39. ↑  Lowe & McLaughlin 2015，第194頁
40. ↑  Lowe & McLaughlin 2015，第197–8頁
41. ↑  Murray 1858，第14頁
42. 1 2 3  Murray 1858，第16頁
43. ↑  蔡 2001，第34頁
44. ↑  Fenton 2012，第140頁
45. 1 2  Wong 1998，第226–7頁
46. ↑  Wong 1998，第227頁
47. ↑  Wong 1998，第227–8頁
48. ↑  Engels 1857
49. ↑  Lowe & McLaughlin 2015，第202–3頁
50. ↑  Dunnigan 2003，第341頁
51. ↑  Lowe & McLaughlin 2015，第201頁
52. ↑  Lowe & McLaughlin 2015，第189頁
53. 1 2  Morris 2007，第52頁
54. 1 2  Cho 2017，第280頁
55. ↑  Cho 2017，第279頁
56. ↑  Munn 2009，第284頁
57. ↑  Munn 2009，第257頁
58. 1 2  Munn 2009，第276頁
59. ↑  Ingham 2007，第65頁
60. ↑  薛 1890，十九日記